# Смерековец
Смереко́вец (русин. Смерековець, пол.  Smerekowiec) — село в Польше, находящееся на территории гмины Усце-Горлицке Горлицкого повята Малопольского воеводства.

## География
Село находится на берегу ручья Регетувка в 7 км от Усце-Горлицке, в 16 км от Горлице и в 111 км от Кракова.

## История
До конца Второй мировой войны в селе проживали лемки. В 1946—1947 жители села были переселены во время операции «Висла» на западные территории Польши. В настоящее время в селе проживают поляки.

## Туризм
Через село проходят пеший туристический маршрут. Возле села находится подъёмник, действующий в зимнее время.

## Достопримечательности
- Церковь святого Архангела Михаила — грекокатолическая церковь.
- Воинское кладбище № 56 (Смерековец).

## Известные жители и уроженцы
- Ян Астриаб — польский композитор и педагог.